# Green Acres (Californie)
Pour les articles homonymes, voir Greenacres (Californie) et Greenacres.
Green Acres est une census-designated place du comté de Riverside, dans l'État de Californie, aux États-Unis,. En 2020, elle compte une population de 2 918 habitants.